# Dualitet (projektiv geometri)
En slående egenskap hos projektiva plan är den "symmetri" som punkter och linjer spelar i definitionerna av satser och (planär) dualitet är formaliseringen av detta begrepp. Det finns två infallsvinklar till begreppet dualitet - en genom språket (dualitetsprincipen) och den andra en mera funktionell metod. Dessa båda är fullständigt likvärda och båda sätten utgår från den axiomatiska versionen av de geometrier man betraktar. Ur den funktionella synvinkeln finns det en avbildning mellan besläktade geometrier som kallas dualitet. I speciella fall kan en sådan avbildning göras på många olika sätt. Begreppet planär dualitet expanderas lätt till dualitet i rummet och till varje annan ändligtdimensionell projektiv geometri.

## Dualitetsprincipen
Om man definierar ett projektivt plan axiomatiskt som en incidensstruktur med en mängd P av punkter, en mängd L av linjer och en incidensrelation I som bestämmer vilka punkter som ligger på vilka linjer, kan man definiera en planär dual struktur.
Byt "punkter" och "linjer" mot varandra i
C=(P,L,I)
för att få den duala strukturen
C* =(L,P,I*),
där I* är den inversa relationen till I. C* är också ett projektivt plan, kallat dualplanet till C.
Om C och C* är isomorfa kallas C självdual. De projektiva planen PG(2,K) för varje kropp (eller mera allmänt, för varje skevkropp som är isomorf med sin dual) K är självduala. Speciellt gäller att Desarguesiska plan av ändlig ordning är självduala. Det finns dock icke-Desarguesiska plan som inte är självduala, som Hallplanen, och några som är det, som Hughesplanen.
Ett uttalande om punkter, linjer och incedens dememellan (i ett projektivt plan) som erhålls från ett annat sådant uttalande genom att byta "linje" och "punkt" mot varandra och göra nödvändiga språkliga ändringar kallas ett planärt dualt uttalande av det ursprungliga. Det planärt duala uttalandet till "två punkter ligger på en bestämd linje" är "två linjer skär varandra i en bestämd punkt". Att bilda den planära dualen till ett uttalande kallas att dualisera det.
Om ett uttalande är sant för ett projektivt plan C, så måste det duala uttalandet vara sant för dualplanet C*. Detta eftersom dualisering av varje påstående i beviset för C ger ett påstående som gäller för C*.
Dualitetsprincipen säger att dualisering av en sats i ett självdualt projektivt plan C ger en annan sats som är giltig för C.
Ovanstående begrepp kan generaliseras till rumsdualitet, där termerna "punkt" och "plan" byts sinsemellan och där linjer förblir linjer. Detta leder till principen för rumsdualitet. Ytterligare generalisering är också möjlig (se nedan).
Dessa principer ger en god anledning att föredra en "symmetrisk" term för incidensrelationen. Sålunda, i stället för att säga "en punkt ligger på en linje" borde man säga "en punkt är incident med en linje", eftersom en dualisering av det senare endast innebär att man byter "punkt" och "linje mot varandra ("en linje är incident med en punkt").
Traditionellt anses mängden av punkter på en linje inom den projektiva geometrin inkludera förhållandet harmonisk delning. Enligt denna tradition bildar punkterna på en linje en "projektionssträcka" - ett begrepp som är dualt med linjeknippet genom en punkt.

### Duala satser
Eftersom det reella projektiva planet PG(2,R) är självdualt finns det ett antal par av välkända resultat som är dualer av varandra. Några av dessa är:
- Desargues sats ⇔ Inversen till Desargues sats
- Pascals sats ⇔ Brianchons sats
- Menelaos sats  ⇔ Cevas sats

## Dualitet som en avbildning
En (planär) dualitet är en avbildning från ett projektivt plan C = (P,L,I) till dess duala plan C* = (L,P,I*) (se ovan) som bevarar incidens. Det vill säga att en (planär) dualitet σ kommer att avbilda punkter som linjer och linjer som punkter (Pσ = L och Lσ = P) på ett sådant sätt att om en punkt Q ligger på en linje m (betecknat Q I m) så är Qσ I* mσ ⇔ mσ I Qσ. En (planär) dualitet som är en isomorfism kallas en korrelation. Existensen av en korrelation innebär att det projektiva planet C är självdualt.
I det speciella fallet att det projektiva planet är av typen PG(2,K), med divisionsringen K, kallas dualiteten för en reciprocitet. Enligt den projektiva geometrins fundamentalteorem är en reciprocitet sammansättningen av en automorf funktion av K och en homografi. Om den inblandade automorfismen är identitet så kallas reciprociteten för en projektiv korrelation.
En korrelation av ordning två (en involution) kallas en polaritet. Om en korrelation φ inte är en polaritet så är  φ2 en icke-trivial kollineation.
Detta dualitetsavbildningsbegrepp kan också utsträckas till högredimensionella rum så "(planär)" kan utelämnas i sådana fall.

## Högredimensionell dualitet
Dualitet i det projektiva planet är ett specialfall av dualitet för projektiva rum, transformationer av PG(n,K) (också betecknat KPn) med en kropp K, som byter objekt av dimension r mot objekt av dimension n - 1 - r (= kodimension r + 1). Det vill säga att i ett projektivt rum av dimnsion n, korresponderar punkter (dimension 0) med hyperplan (kodimension 1), linjerna som förenar två punkter (dimension 1) med skärningen av två hyperplan (kodimension 2) och så vidare.
Punkterna i PG(n,K) kan betraktas som (icke-noll)vektorer i det (n + 1)-dimensionella vektorrummet över K. Ett annat sätt att uttrycka det är att punkterna i det n-dimensionlla projektiva rummet är linjerna genom origo i Kn + 1, som är endimensionella vektorunderrum. De n-vektordimensionella underrummen till Kn + 1 representerar även de (n − 1)-geometriskdimensionella hyperplanen i det projektiva n-rummet över K.
En (icke-noll)vektor u = (u0,u1,...,un) i Kn + 1 bestämmer också ett (n - 1)-geometriskdimensionellt underrum (hyperplan) Hu, genom 
Hu = {(x0,x1,...,xn) : u0x0 + … + unxn = 0 }. När en vektor u används för att definiera ett hyperplan på detta sätt betecknas det uH, medan om det avser en punkt används beteckningen uP. Uttryckt med den vanliga skalärprodukten Hu = {xP : uH • xP = 0}. Eftersom K är en kropp är skalärprodukten symmetrisk, vilket betyder att uH•xP = u0x0 + u1x1 + ... + unxn = x0u0 + x1u1 + ... + xnun = xH•uP. En reciprokitet kan ges av uP ↔ Hu mellan punkter och hyperplan. Detta sträcker sig vidare till en reciprocitet mellan linjen som genereras av två punkter och skärningen mellan två hyperplan, och så vidare.
I det projektiva planet PG(2,K), med en kropp K, ges reciprociteten  av: punkter i homogena koordinater (a,b,c) ↔ linjer med ekvationerna ax + by + cz = 0. I ett motsvarande projektivt rum PG(3,K) ges en reprocitet av: punkter i homogena koordinater (a,b,c,d) ↔ plan med ekvationer ax + by + cz + dw = 0. Denna reprocitet avbildar även en linje som bestäms av två punkter (a1,b1,c1,d1) och (a2,b2,c2,d2) till den linje som är skärningen mellan de två planen med ekvationerna a1x + b1y + c1z + d1w = 0 och a2x + b2y + c2z + d2w = 0.

## Tre dimensioner
I en polaritet av det reella projektiva 3-rummet  PG(3,R) korresponderar punkter med plan och linjer med linjer. Genom denna restriktion erhålls polyedrarnas dualitet i rymdgeometrin, där punkter är dualer till ytor, och kanter är dualer till kanter, så att ikosaedern är dual till dodekaedern och kuben är dual till oktaedern.